# Rue Buirette
La rue Buirette  est une voie de la commune de Reims, située au sein du département de la Marne, en région Grand Est. 

## Situation et accès
Elle relie la rue de l'Arquebuse à la place Drouet-d'Erlon.

## Origine du nom
Elle porte le nom du manufacturier natif de Sainte-Menehould Pierre-Marie Buirette (1783-1866).

## Historique
Juste au début de la rue, des fouilles archéologiques ont mis au jour le tracé de l'oppidum de la période gallo-romaine dont la contrescarpe était empierré. Ce fossé a servi d'égout puis fut en partie comblé, toujours au Ier siècle, pour y élever une maison. Entre les n° 11 et 19, une autre fouille a mis au jour une ruelle empierrée du Haut-Empire.
Le plus ancien théâtre de Reims était rue Buirette, au coin de la rue Caqué, construit en 1755, par Regnault, dans le local du Jeu de Paume. En 1790, Draveny, propriétaire d'un terrain situé vers le milieu de la rue Buirette (alors rue Large), élève une autre petite salle de spectacle revendue en 1832
La rue portait le nom de « rue Large » où mourut en 1866, au n° 21 Pierre Marie Buirette. La rue porte son nom depuis 1873.
Cette rue accueillait la salle de la Fleur de Lys au XVIIe, plusieurs salles de spectacle au XIXe siècle comme le Salon Besnard. Olympe Besnard était arrivé à Reims en 1825 pour participer à la décoration de la cathédrale lors du sacre de Charles X.
Les immeubles de la rue subirent de nombreux dégâts lors de la Première Guerre mondiale.

## Bâtiments remarquables et lieux de mémoire
Elle a des immeubles de style Art déco, comme l'ancien garage Peugeot, les Salons Degerman.

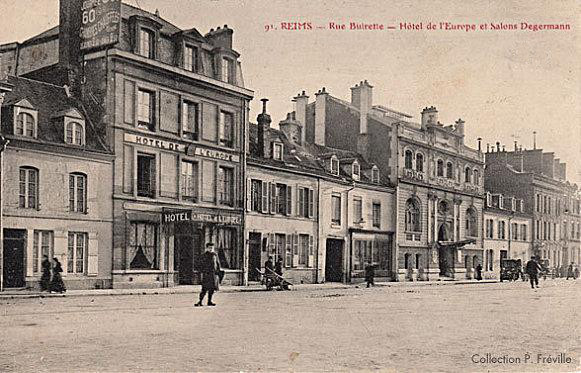
La rue au début du XXe siècle
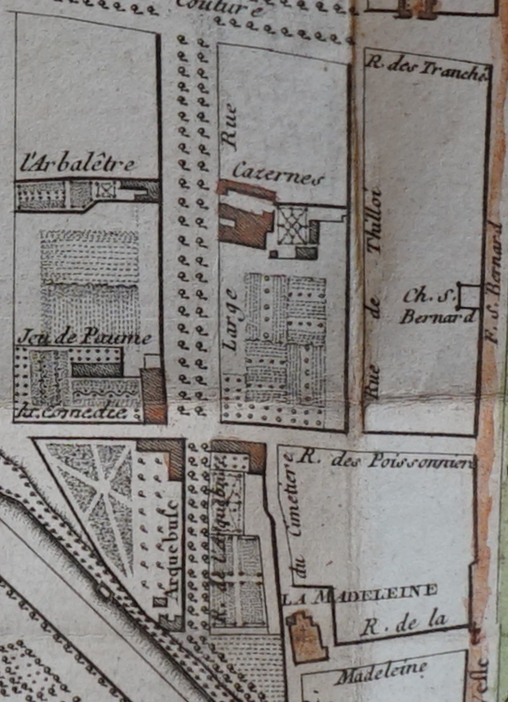
fin XVIIIe siècle l'ancienne rue Large avec une salle de jeu de paume, les terrains des compagnies de tir et d'arquebuse,
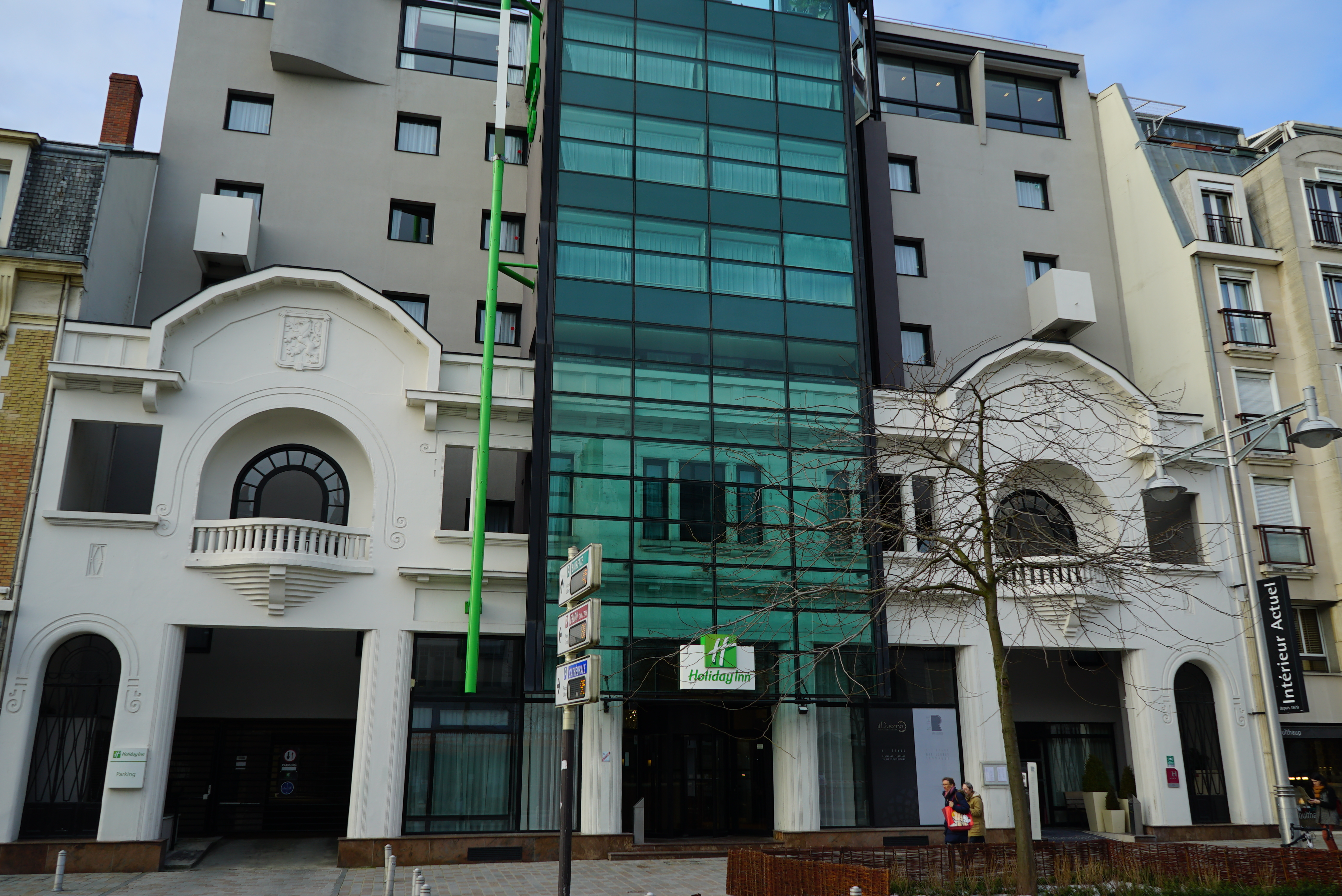
façade de l'ancien garage Peugeot,
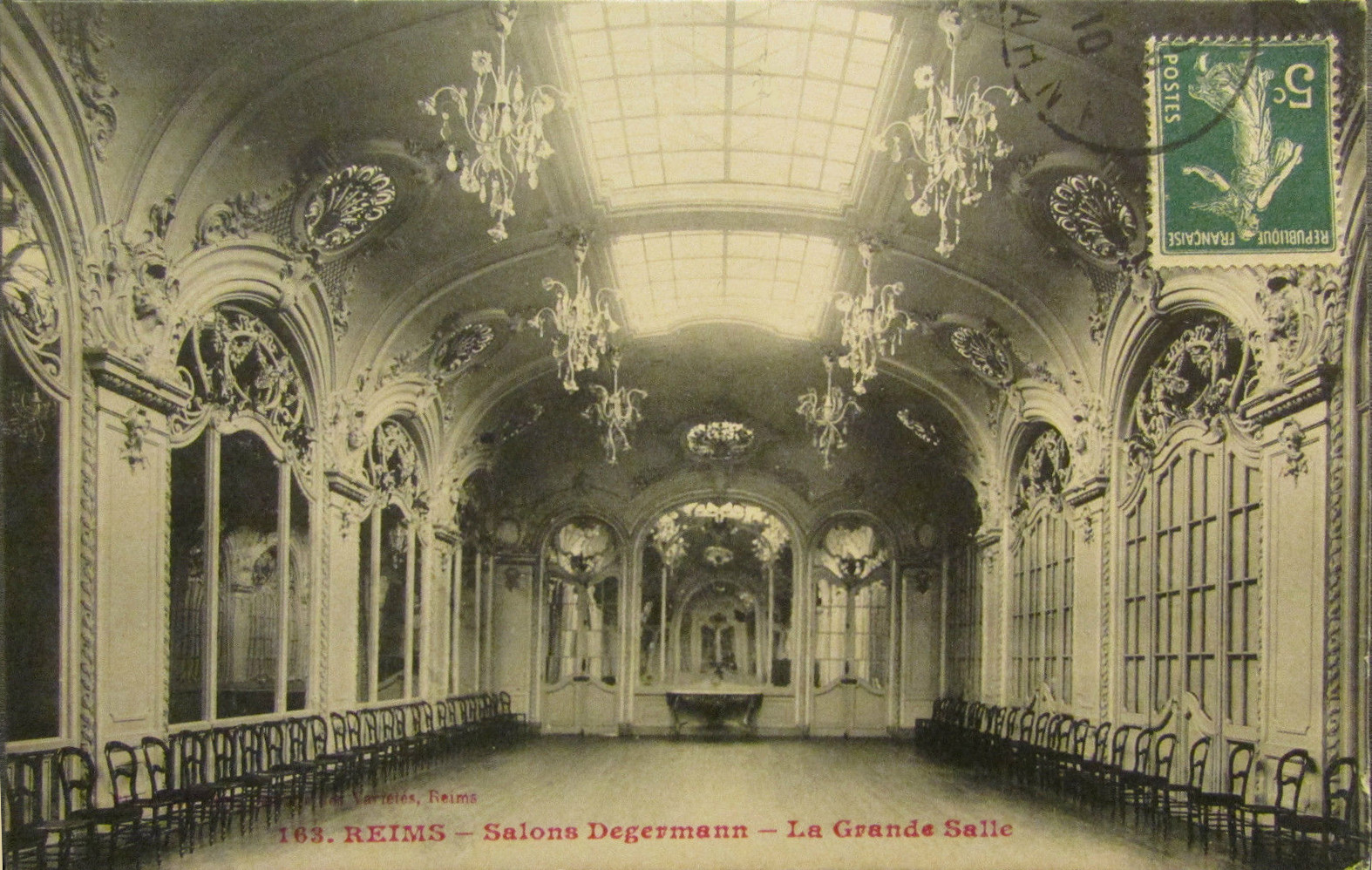
les salons Degermann.